# Mohabbat
Mohabbat (tłum. "Miłość") to bollywoodzki dramat miłosny z 1997 roku z Madhuri Dixit, debiutującym Akshaye Khanna i Sanjay Kapoorem. Reżyserem scenarzysta i producentem filmu jest Reema Rakesh Nath, autor  scenariuszy do Hum Tumhare Hain Sanam i Aarzoo. Film opowiada o parze przyjaciół, którzy zarówno w miłości jak i w przyjaźni bardziej niż o swoje własne szczęście zabiegają o szczęście kochanej osoby.

## Fabuła
Gaurav Kapoor (Sanjay Kapoor), dobrze prosperujący właściciel firmy broniąc się przed kradzieżą wdaje się w bójkę. W ostatniej chwili ratuje go od śmierci przypadkowy przechodzień. Wdzięczny za ocalenie życia Gaurav zatrudnia bezrobotnego Rohita Malhotrę (Akshaye Khanna) i ratuje jego rodzinny dom przed wyprzedażą na aukcji. Obydwaj zaczynają ze sobą spędzać coraz więcej czasu. Łowią razem ryby, graja w ping-ponga, zwierzają się sobie. Łączy ich coraz głębsza przyjaźń. Pewnego dnia zakochują się w tej samej dziewczynie (Madhuri Dixit).

## Motywy kina indyjskiego
- koszykówka (Coś się dzieje)
- przyjęcie urodzinowe (Pardes, Akele Hum Akele Tum, Hum Tumhare Hain Sanam, Bestia)
- święto Rakhi (Dayavan,  King Uncle)
- fortepian (Mann, Żona dla zuchwałych) * relacja brata i siostry (Fiza)
- wiara w Boga
- modlitwa
- kradzież
- bójka
- pochwycenie ostrza gołą ręką (Pardes)
- ocalenie komuś życia
- bezrobotny (Hera Pheri, Kismat Konnection)
- list
- aukcja domu (Om Jai Jagadish)
- przyjaciele
- sierota (Chori Chori)
- college
- piosenkarka
- deszcz
- zakochani
- trójkąt miłosny
- przyjaciele zakochani w jednej dziewczynie (Hamesha)
- niemożność wyznania miłości (Sangam)
- porwanie (Sainikudu, Ek Ajnabee, Blackmail, Deadline: Sirf 24 Ghante)
- bójka
- nawiązanie do Boga Śiwy i Parvati
- zabójstwo
- milczenie (mutyzm)
- oglądanie narzeczonej (Hey Ram, Mouna Raagam, Roja)
- aranżowanie małżeństwa
- sobowtór (Don, Kaho Naa... Pyaar Hai)
- akcent chrześcijański
- poruszenie zakochanego na widok modlitwy dziewczyny (Mujhse Dosti Karoge!, Żona dla zuchwałych)
- choroba (Gdyby jutra nie było, Guddu
- badanie tomografem (Guddu, U Me aur Hum, Salaam-e-Ishq: A Tribute To Love, Sethu)
- w świątyni
- Mumbaj
- relacja ojca z synem (Baabul, Czasem słońce, czasem deszcz)
- poświęcenie dla przyjaźni swej miłości * śmierć przyjaciela

## Obsada
- Sanjay Kapoor – Gaurav M. Kapoor
- Madhuri Dixit – Shweta Sharma
- Akshaye Khanna – Rohit Malhotra / Tony Braganza
- Farooq Shaikh – Shekhar Sharma
- Tej Sapru – Dr. R.C. Goyal
- Shiva Rindani – Shiva
- Sulabha Arya – Mrs. Malhotra
- Ashwin Kaushal – Virendra 'Viren' Gupta
- Guddi Maruti – Khalajaan (kobieta w czarnej burce)
- Babbanlal Yadav – Mr. Ramaswamy (urzędnik w Madrasie)
- Kishore Anand Bhanushali – Mechanik
- Raj Kamal – Doktor
- Ghanshyam Rohera – Malhotry Landlord
- Saeed Jaffrey – Madanlal Kapoor

## Muzyka i piosenki
Autorami muzyki jest duet Nadeem-Shravan, twórcy muzyki do takich filmów jak Deewana, Raja Hindustani, Zamaana Deewana, Raja, Dil Hai Ki Manta Nahin, Pardes, Aa Ab Laut Chalen, Raaz, Więzy miłości, Wiem, czym jest miłość, Hum Tumhare Hain Sanam, Dil Hai Tumhaara, Dil Ka Rishta, Yeh Dil, Andaaz, Qayamat, Hungama, Tumsa Nahin Dekha, Bewafaa, Deszcz czy Dosti: Friends Forever.
- O Baby Don't Break
- Mujhe Rant Ko Nind Na Aaye
- Chori Chori Chup Chup Milne Na Aane
- Mein Hoo Akela Tu Hai Akeli